# Tropico 2: Pirate Cove
«Tropico 2: Pirate Cove» (рус. Тропико 2: Пиратский остров) — стратегия/экономический симулятор разработанный студией Frog City Software и в 2003 году изданный компанией Gathering of Developers. Продолжение игры Tropico. В России игра вышла в 2004 году, издатель фирма 1С.

## Игровой процесс
Игровой процесс очень похож на оный в оригинальной Tropico, но со своей спецификой. Здесь игрок управляет пиратским островом со всеми вытекающими отсюда последствиями. Как пиратский король игрок должен сделать остальных пиратов счастливыми, для этого нужно больше грабить и воровать. Работники на острове - пленные, взятые на рейдах, с кораблей терпящих крушение или из стран с которыми заключён союз. Пленные являются основой экономики, все сооружения и производства сделаны их руками. Они занимают большинство рабочих мест. Пленный может быть повышен до пирата. Квалифицированные пленные заняты более квалифицированным трудом, такую работу обычный пленный выполнить не может. В игре может быть много целей, по мере развития сценария, но главная цель такая же как и в оригинальном Tropico – удержаться у власти.
За счастьем пленных тоже нужно следить, иначе они не будут усердно работать. Но при этом пленные должны содержаться в страхе, в противном случае они убегут с острова. За этим нужно следить, так как некоторые сбежавшие с острова могут сообщить о пиратском острове своему монарху, а монархи могут отправить к пиратам военные корабли. 
Есть также несколько сложных сценариев, в которых цель - выжить в суровых климатических условиях.
Пиратская специфика игры накладывает отпечаток на экономику. Игра предлагает меньшее количество вариантов развития, чем в оригинальном Tropico. Например, нельзя заниматься туризмом (хотя содержание богатых пленников несколько напоминает этот процесс).

## Оценки
| Сводный рейтинг | Сводный рейтинг |
| Агрегатор       | Оценка          |
| --------------- | --------------- |
| GameRankings    | 77,20 %         |

Сайт AG.ru дал игре 80 % и 79 % игра получила от читателей.